# Liang Zhu (Volkssage)

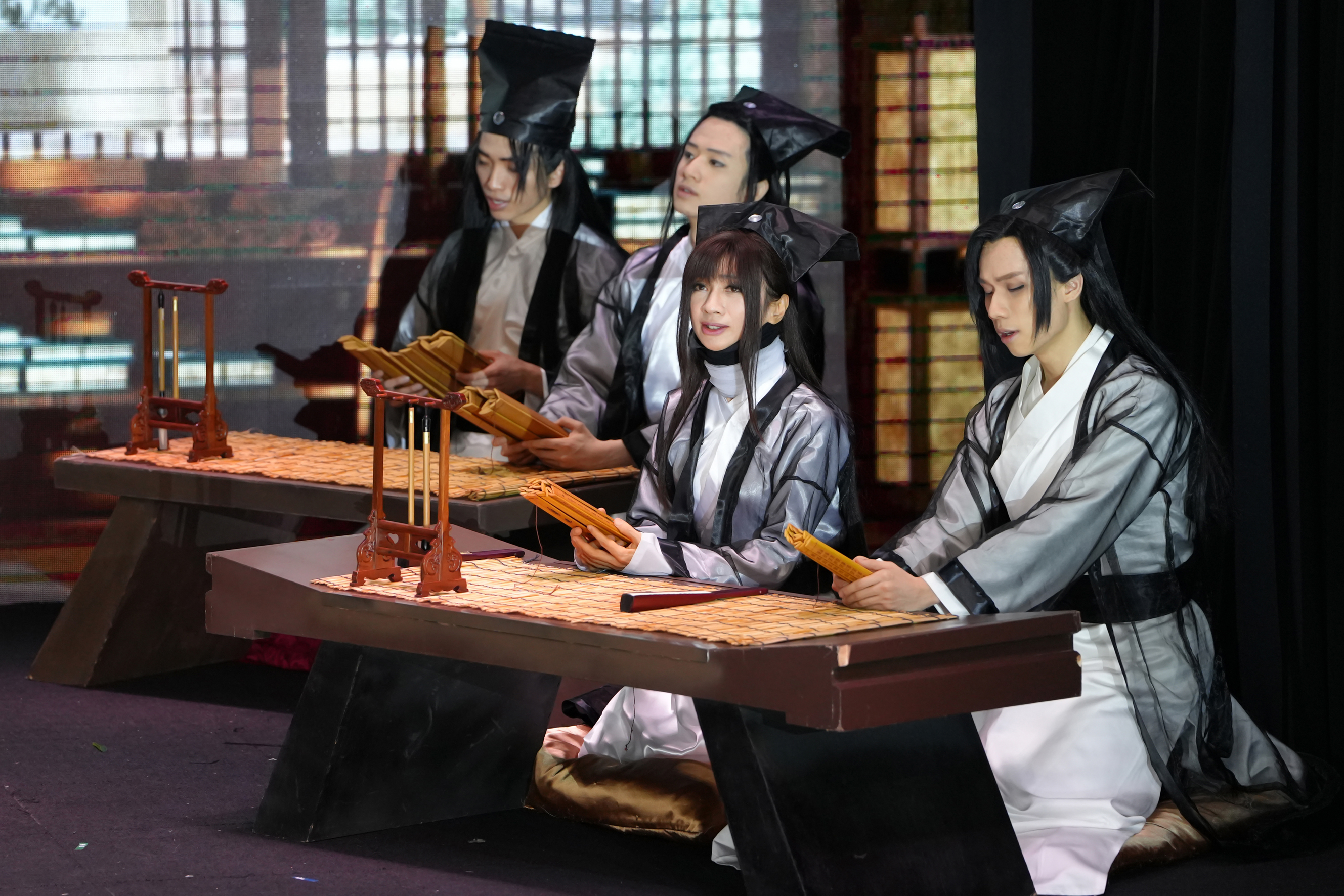
Theateraufführung der Geschichte von Liang Shanbo und Zhu Yingtai

Liang Shanbo und Zhu Yingtai (chinesisch: 梁山伯與祝英臺, Pinyin Liáng Shānbó yǔ Zhù Yīngtái; kurz: Liang-Zhu, chinesisch 梁祝; auch bekannt als „Die Schmetterlings-Liebenden“, basierend auf der Übertragung des Titels ins Englische mit Butterfly Lovers) ist eine bekannte chinesische Volkssage. Der Titel setzt sich aus den Familiennamen des Liebespaares, Liang Shanbo (梁山伯) und Zhu Yingtai (祝英台), zusammen. Die Geschichte zählt zu den Vier Großen Volkssagen Chinas (四大民間故事, Pinyin Sì dà mínjiān gùshi) und steht zusammen mit diesen auf der Liste des immateriellen Kulturerbes der Volksrepublik China.

## Handlung
Viele Versionen der Geschichte spielen zur Zeit der Jin-Dynastie im Osten Chinas.
Zhu Yingtai ist das neunte Kind und die einzige Tochter der reichen Zhu-Familie aus Shangyu in der Provinz Zhejiang. Das Mädchen hat, entgegen der alten Tradition, den Traum, sich schulisch weiterzubilden. Sie kann ihre Eltern nur von ihrem Vorhaben überzeugen, indem sie sich ihnen als Mann verkleidet präsentiert und so beweist, dass sie ihre weibliche Identität verbergen kann. Als ihr die Erlaubnis zum Besuch einer Schule erteilt wurde, macht sie sich auf den Weg nach Hangzhou. Dort lernt sie Liang Shanbo, einen Studenten aus Kuaiji kennen. Sie unterhalten sich und bald verbindet sie eine tiefe Freundschaft. Auf einer Brücke schwören sie sich, ewig zusammen zu bleiben und werden Blutsbrüder. In den drei Jahren an der Schule verliebt sich Zhu in Liang. Dieser bemerkt jedoch nicht, dass Zhu eine als Mann verkleidete Frau ist. 
Eines Tages erhält Zhu einen Brief von ihrem Vater, in dem er sie bittet, umgehend nach Hause zurückzukehren. Obwohl sie sich geschworen hat, Liang nicht mehr zu verlassen, bleibt ihr keine andere Wahl. Sie muss der Bitte ihres Vaters nachkommen und sich von ihrem Freund verabschieden. Liang begleitet Zhu eine Strecke, um sich dann zu verabschieden. Während der Reise macht Zhu wiederholt Andeutung, in der Hoffnung, dass Liang dadurch bemerkt, dass es sein „Freund“ in Wirklichkeit eine Frau ist. Unter anderem vergleicht sie ihre Freundschaft mit Mandarinenten, welche in der chinesischen Kultur ein Symbol für Liebespaare sind. Liang versteht die Hinweise jedoch nicht. Letztlich bietet Zhu Liang an, ihn ihrer „Schwester“ vorzustellen, welche er heiraten könnte. So verpflichtet sie Liang dazu, sie möglichst bald nach seinem Abschluss in ihrem Elternhaus zu besuchen. Mit dieser Abmachung trennen sich Liang und Zhu widerwillig im Pavillon von Changting.
Einige Monate später besucht Liang Zhus Elternhaus, wo sie sich ihm in ihrer regulären Frauenkleidung zeigt. Er erkennt also, dass sie eine Frau ist und verliebt sich in sie. Das gemeinsame Glück ist jedoch nur von kurzer Dauer, denn Zhu wurde inzwischen bereits dem Sohn eines reichen Kaufmanns versprochen. Die beiden sind am Boden zerstört und Liang kehrt allein zu seiner Familie zurück. Plötzlich verschlechtert sich sein Gesundheitszustand, er erkrankt schwer und stirbt einige Tage später an seinem gebrochenen Herzen.
Auf dem Weg zu ihrer Hochzeitszeremonie hält Zhu an Liangs Grab an, welches auf dem Weg liegt. Dort erweist sie ihm die letzte Ehre. Sie trauert und äußert den Wunsch, mit Liang zusammen sein zu können. Plötzlich braut sich ein Gewitter zusammen und nach einem Blitzschlag ist das Grab aufgebrochen. Zhu stürzt sich hinein, um mit Liang zusammen zu sein. Kurz darauf tauchen zwei Schmetterlinge am Grab auf, die gemeinsam davonfliegen. Diese Schmetterlinge werden als die wiedergeborenen Seelen der Liebenden interpretiert, woher der englische Titel Butterfly Lovers rührt.

## Adaptionen
Adaptionen der Volkssage existieren in verschiedenen lokalen Formen der chinesischen Oper. Frühe Verfilmungen waren Liang Zhu tong shi (1926) und Liang Shanbo yu Zhu Yingtai (als Yue- oder Shaoxing-Oper mit zwei Schauspielerinnen in den Hauptrollen, 1954). Letztere brachte Zhou Enlai zur Indochinakonferenz mit, was als „Film-Diplomatie“ bekannt wurde.
Die Shaw Brothers produzierten in Hongkong eine Verfilmung in Form einer Huangmei-Oper, die 1963 unter dem Titel 梁山伯與祝英台 (wörtlich „Liang Shanbo und Zhu Yingtai“, englischer Titel The Love Eterne) erschien und in der ebenfalls beide Hauptrollen von Frauen gespielt wurden. Diese Version avancierte zu einem Klassiker, wurde 2008 zum besten Hongkong-Film gewählt und beeinflusste nach dessen eigener Aussage den Regisseur Ang Lee, unter anderem bei seinem Film Tiger and Dragon.
Die Volkssage wurde auch 1994 (als Liang Zhu oder The Lovers) und 2008 (als Wu xia Liang Zhu oder The Assassin’s Blade) nochmals in Hongkong verfilmt und 2004 als Animationsfilm umgesetzt.
1958 komponierten Chen Gang und He Zhanhao ein Violinkonzert zu der Erzählung von Liang Shanbo und Zhu Yingtai, das unter dem Titel Butterfly Lovers’ Violin Concerto berühmt wurde.